# Goera maithili
Goera maithili är en nattsländeart som beskrevs av Schmid 1991. Goera maithili ingår i släktet Goera och familjen grusrörsnattsländor. Inga underarter finns listade i Catalogue of Life.